# Maccabi Metulla
Maccabi Metulla ist ein israelischer Eishockeyclub aus Metulla, der 2008 gegründet wurde und in der israelischen Liga spielt. Die Heimspiele werden im Canada Centre ausgetragen.

## Geschichte

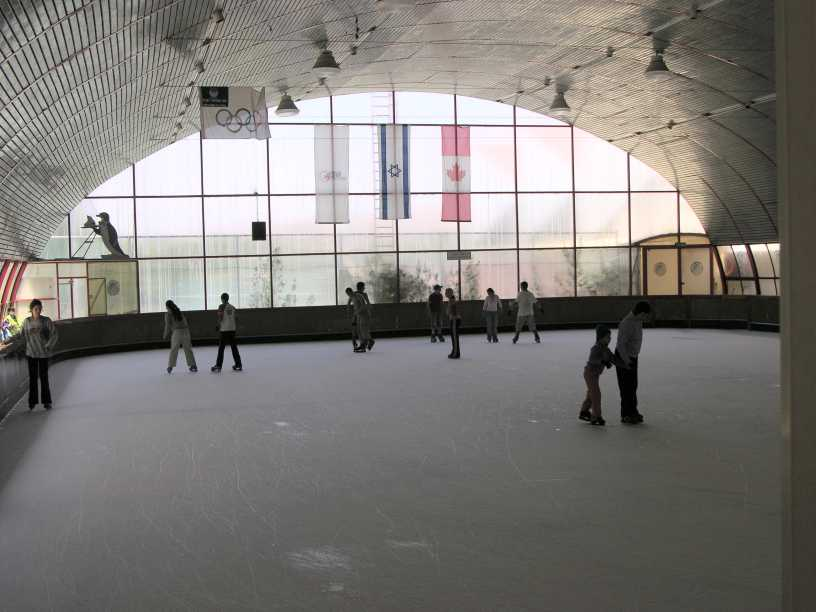
Das Metulla Canada Centre, bis 2012 einzige Eishalle Israels

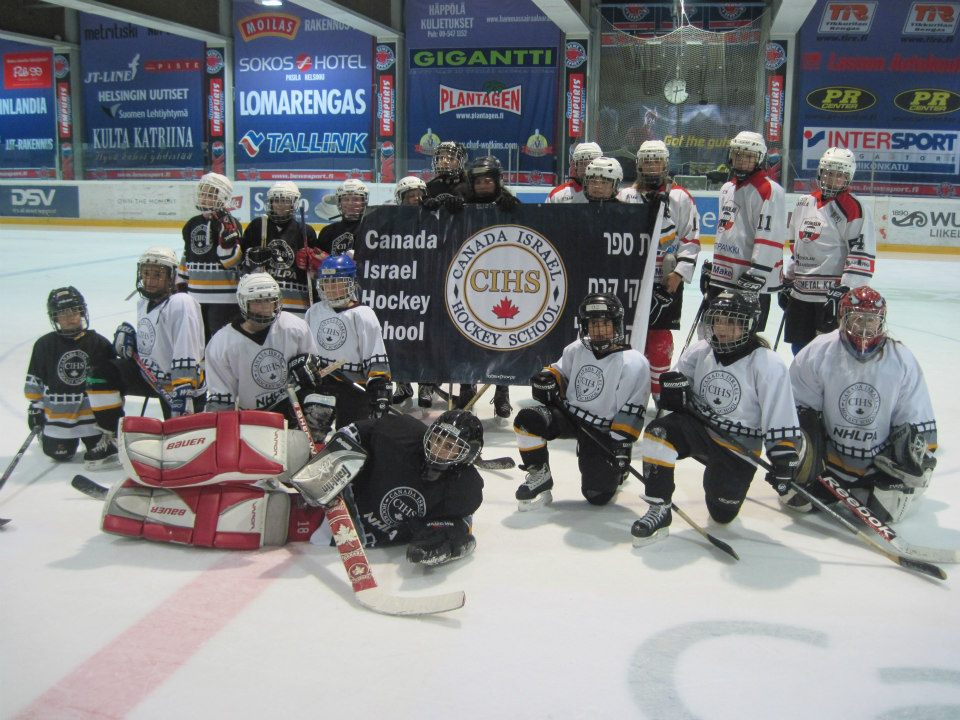
Nachwuchsspieler des Vereins

2008 wurde in Metulla neben dem HC Metulla ein Nachwuchsverein gegründet, der sich Maccabi Zairei Metulla nannte und sofort den Spielbetrieb in der israelischen Eishockeyliga aufnahm. 2010 wurde die Canada Israel Hockey School in Metulla eröffnet, mit der der Verein seither kooperiert.
In der Spielzeit 2011/12 gewann die Mannschaft von Maccabi mit dem Beinamen Eggenbreggers den ersten Israelischen Meistertitel. Damit war der Verein für den IIHF Continental Cup qualifiziert, bei dem er in der ersten Runde nach drei Niederlagen gegen den HSC Csíkszereda (Rumänien), HK Vitez Belgrad (Serbien) und Başkent Yıldızları Spor Kulübü (Türkei) ausschied. Bei diesem Turnier setzte Maccabi Metulla neben eigenen auch Spieler anderer Vereine ein – unter anderem Alexander Aharonov.

## Erfolge
- Israelischer Meister 2012, 2022

## Statistik
| Saison    | Regulären Saison                           | Playoffs      |
| --------- | ------------------------------------------ | ------------- |
| 2008/2009 | 6                                          | Viertelfinale |
| 2009/2010 | 5                                          |               |
| 2010/2011 | 3                                          |               |
| 2011/2012 | 1                                          |               |
| 2012/2013 | 3                                          | 4             |
| 2013/2014 | 3 (Nord)                                   | 4             |
| 2014/2015 | 2 (Nord)                                   |               |
| 2015/2016 | 5                                          | Viertelfinale |
| 2016/2017 | 2                                          |               |
| 2017/2018 | 3                                          |               |
| 2018/2019 | 3                                          |               |
| 2019/2020 | Das Turnier wurde nicht beendet (COVID-19) |               |
| 2020/2021 | 2                                          |               |
| 2021/2022 | 2                                          |               |
| 2022/2023 | 6                                          | –             |
| 2023/2024 | 3                                          |               |